# Hipoepa invenustua
Hipoepa invenustua là một loài bướm đêm trong họ Noctuidae.